# 고불사 선종영가집
고불사 선종영가집(古佛寺 禪宗永嘉集)은 부산광역시 기장군, 고불사에 있는 선종의 요결서이다. 2014년 3월 19일 부산광역시의 문화재자료 제74호로 지정되었다.

## 개요
『선종영가집』은 한국의 선림(禪林)에서 많이 읽힌 선종의 요결서로 당나라 현각(玄覺)이 법문을 짓고 송나라 행정(行靖)이 주석한 책으로 상하 2권 1책이다. 한국에서 처음 간행된 것이 정확히 언제인지 알 수는 없지만, 현재 전하는 고려 우왕 7년(1381)의 한문본(漢文本)이 가장 오래된 것이다.
고불사 소장 『선종영가집』의 내용은 모도지의(慕道志儀), 계교사의(戒憍奢意), 정수삼업(淨脩三業), 사마타송(奢摩他頌), 비파사나(毗婆舍那), 우필차송(優畢叉頌), 삼승점차(三乘漸次), 이사불이(理事不二), 권우인서(勸友人書), 발원문(發願文) 등 모두 10문(門)으로 구성되어 있다.
이 책은 2권 1책의 목판본으로, 간기에 의하면 1573년에 평안도 묘향산 보현사에서 개간(開刊)한 것으로 기록되어 있으며, 책의 보존 상태도 전반적으로 양호하다. 임진왜란 이전인 선조 연간에 간행된 것으로, 조선 전기에 간행된 『선종영가집』의 판본 형태를 보여주고 있어 서지학 및 문화재적 가치가 있는 유물이다.